# Carlo Di Benedetto
Carlo Di Benedetto (Noisy-le-Grand, 31 maggio 1996) è un hockeista su pista francese.
È fratello maggiore di Roberto Di Benedetto.

## Palmarès

### Club

#### Titoli nazionali
- Campionato francese: 1

La Vendéenne: 2015-2016
- Coppa di Francia: 2

La Vendéenne: 2013-2014, 2015-2016
- Supercoppa del Portogallo: 1

Porto: 2019
- Elite Cup: 1

Porto: 2019

#### Titoli internazionali
- Coppa Intercontinentale: 1

Porto: 2021